# Blå bolltistel
Blå bolltistel (Echinops bannaticus) är en art i familjen korgblommiga växter.

## Galleri

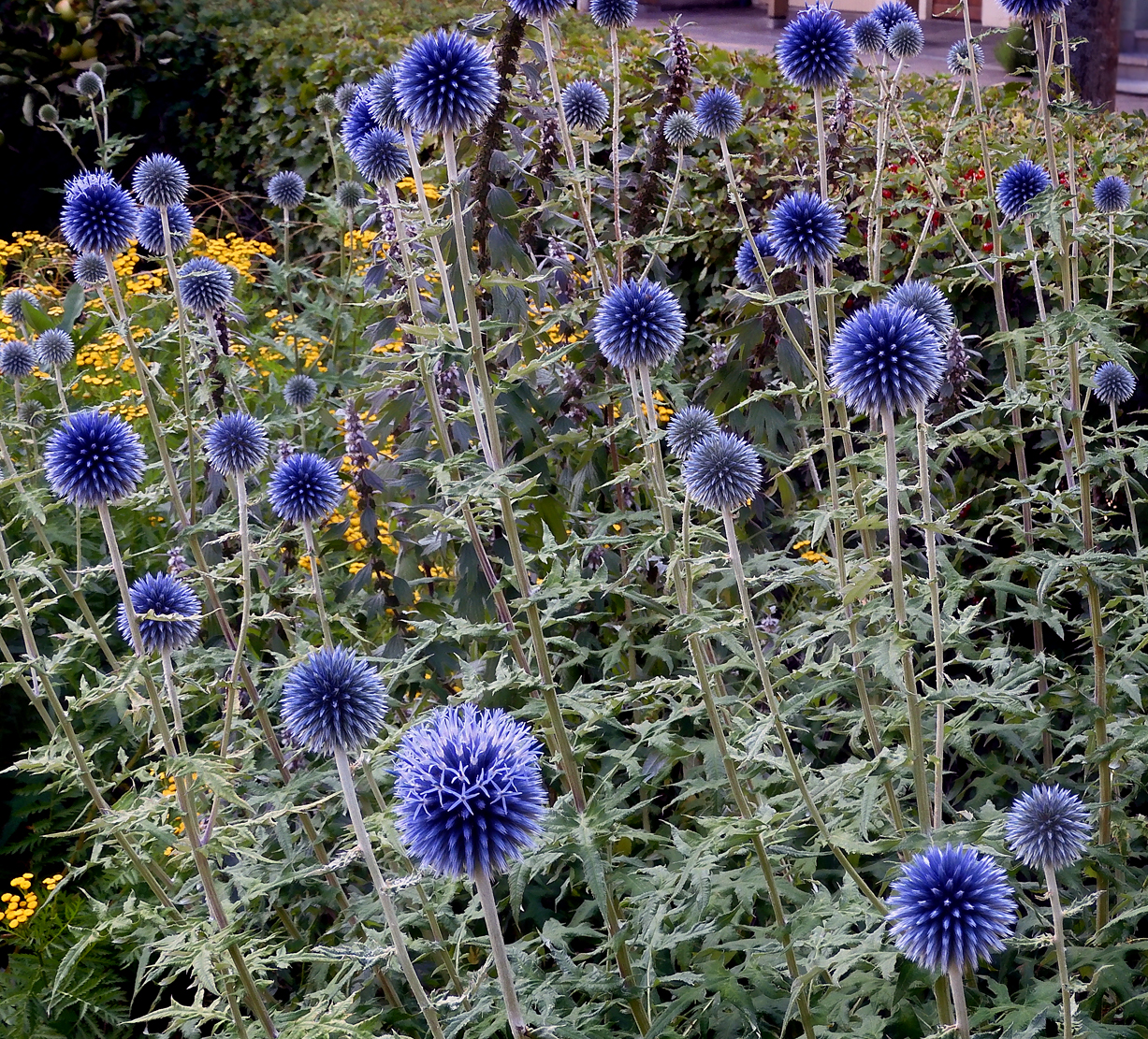
Blå bolltistel.